# Earls Terrace

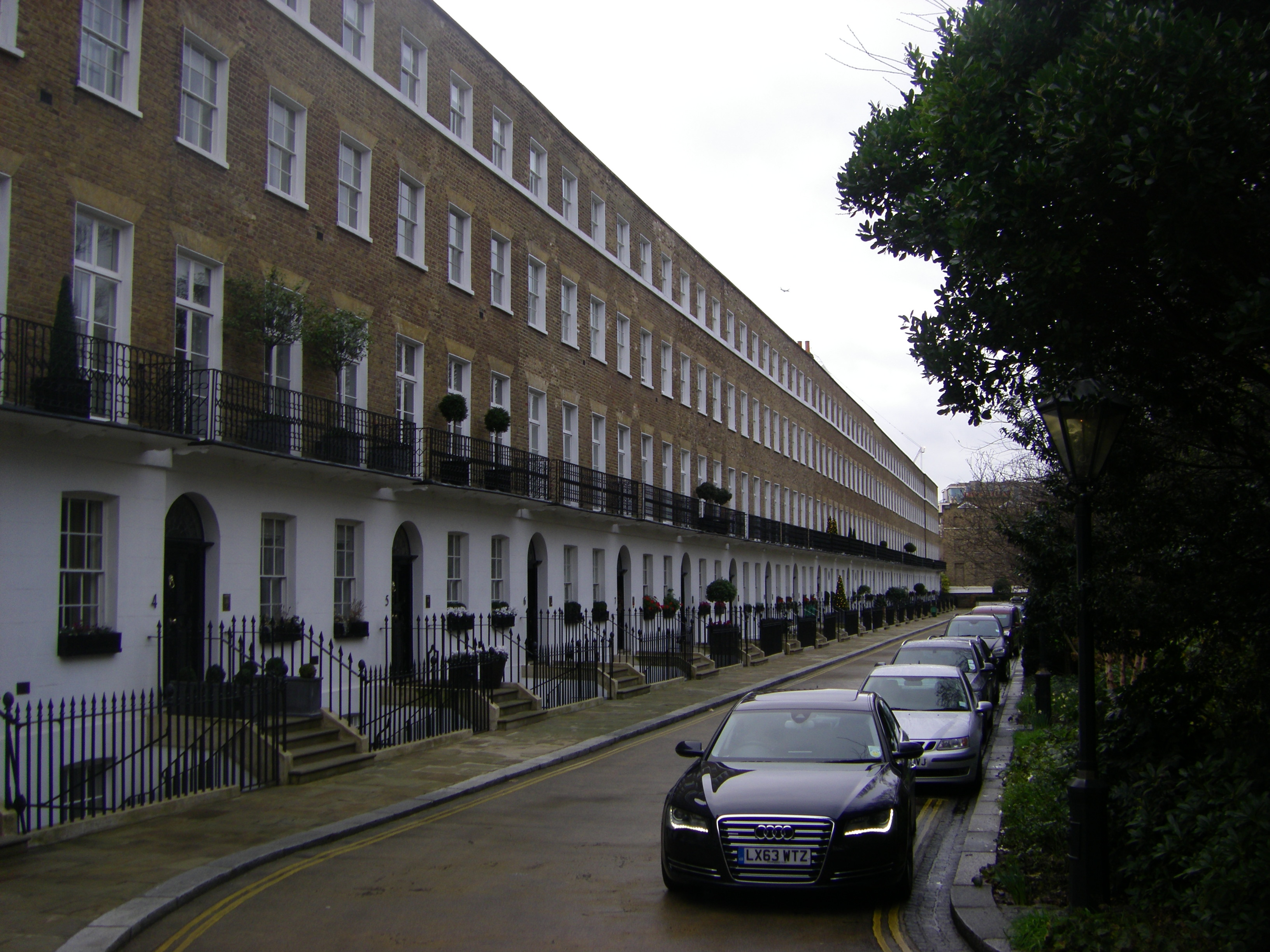
Earls Terrace

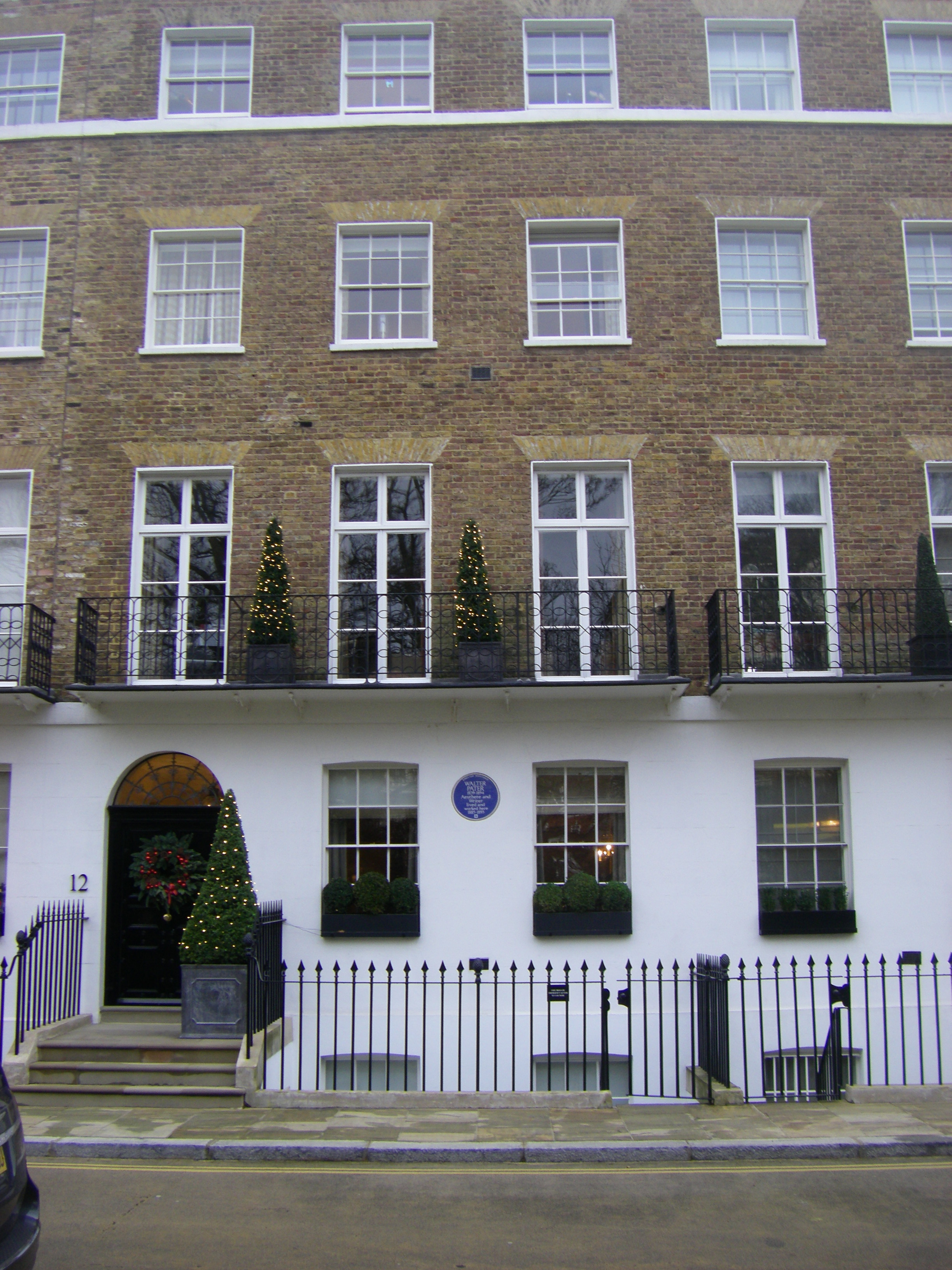
Alle Häuser der Straße sehen gleich aus. Hier das Haus Nummer 12.

Earls Terrace, gelegentlich auch als Earl’s Terrace bezeichnet, ist eine Straße im Londoner Stadtteil Kensington, Bezirk Kensington and Chelsea. Sie ist sowohl an ihrem Anfang als auch an ihrem Ende unmittelbar mit der Kensington High Street (Schnellstraße A315) verbunden und verläuft südlich parallel zu dieser. Eine Verkehrsanbindung zu anderen Straßen ist nicht vorhanden, doch ist Earls Terrace im Süden, Osten und Westen vom Edwards Square eingerahmt. Alle Häuser der Straße – Reihenhäuser in einem einheitlichen und schlichten georgianischen Baustil – befinden sich auf der Südseite und haben rückwärtige Gärten hin zum Edwards Square, der hier eine geräumige und weitgehend unbebaute Grünfläche einnimmt. Earls Terrace ist eine begehrte und reine Wohnstraße, in der einige bekannte Persönlichkeiten, vor allem aus künstlerischen Berufen, gelebt haben. Eine Bebauung auf diesem Gelände lässt sich erstmals auf einer 1812 erschienenen Karte nachweisen.

## Berühmte Anwohner
Unter Nummer 4 lebte zwischen Oktober 1816 und August 1817 die Schriftstellerin und Schauspielerin Elizabeth Inchbald (1753–1821).
In dem Haus Nummer 10 lebte zwischen 1819 und 1820 der Architekt George Ledwell Taylor (1788–1873).
Unter Nummer 11 residierte William Haseldine Pepys (1775–1856) von 1836 bis zu seinem Tod 1856.
Das Haus Nummer 12 war zunächst Wohnsitz des Schriftstellers und Dichters George MacDonald (1824–1905), der hier zwischen 1865 und 1867 lebte, und danach von George du Maurier (1834–1896), der das Anwesen zwischen 1868 und 1870 bewohnte. Ferner lebte hier der Essayist und Kritiker Walter Pater (1839–1894) zwischen 1886 und 1893.
Unter Nummer 14 residierte der Maler Thomas Daniell (1749–1840) von 1819 bis zu seinem Ableben 1840.
Im Haus Nummer 20 lebte die Reiseschriftstellerin Isabella Bishop (1831–1904) von 1898 bis 1900 und unter Nummer 23 der Dichter Sir Henry Newbolt (1862–1938) zwischen 1898 und 1907.